# Ad astra per aspera

Sceau du Kansas où figure la devise.

Pour les articles homonymes, voir Ad astra.
Ad astra per aspera est une locution latine signifiant en français « Vers les étoiles à travers les difficultés. »

## Utilisations
- Devise du Kansas
- Ad astra per aspera virtus : devise de Jean-Louis Henri Orry (1703-1751)
- Ad astra per aspera est le titre d'une des chansons du groupe de musique Auspex
- Devise inscrite sur le monument américain à la mémoire de l'équipage d'Apollo 1 à Cap Canaveral, en Floride [1]
- Devise inscrite sur le monument américain à la mémoire du pilote d'essai de SpaceShipTwo Michael Alsbury (1975-2014), situé à son ancienne université Cal Poly San Luis Obispo.
- Devise utilisée dans la bande dessinée L'Idée fixe du savant Cosinus (1893), de Christophe, lors d'une distribution de prix à l'élève méritant Zéphyrin Brioché
- Ad astra per aspera est le titre du deuxième épisode de la deuxième saison de la série Star Trek : Strange New World
- La citation « Ad astra per aspera » est également la devise de la 162e promotion Sciences Sociales et Militaires de l’Ecole Royale Militaire. Il s’agit de l’école des officiers belges, située à Bruxelles.